# Gäddträsket (Piteå socken, Norrbotten, 724871-174690)
Gäddträsket är en sjö i Piteå kommun i Norrbotten och ingår i Rokån-Jävreåns kustområde. Sjön har en area på 0,118 kvadratkilometer och ligger 171 meter över havet.

## Delavrinningsområde
Gäddträsket ingår i det delavrinningsområde (724993-174621) som SMHI kallar för Inloppet i Granträsket. Medelhöjden är 169 meter över havet och ytan är 7,92 kvadratkilometer. Det finns ett avrinningsområde uppströms, och räknas det in blir den ackumulerade arean 33,79 kvadratkilometer. Avrinningsområdets utflöde Svensbyån mynnar i havet. Avrinningsområdet består mestadels av skog (58 procent) och sankmarker (25 procent). Avrinningsområdet har 0,82 kvadratkilometer vattenytor vilket ger det en sjöprocent på 10,4 procent.